# コヒエミオコ
コヒエ ミオコ（こひえ みおこ、1957年10月10日 - ）は、日本の声優。テアトル・エコーに所属していた。

## 出演作品

### テレビアニメ
- ヤダモン（1992年 - 1993年、ピート、店員、ヒールック）
- 3丁目のタマ うちのタマ知りませんか?（1993年、クロ〈1期〉）
- 熱血最強ゴウザウラー（1993年、下級生）
- 勇者警察ジェイデッカー（1994年、ミキ）
- 黄金勇者ゴルドラン（1995年、グラッツェ、ロイテ）

### ドラマCD
- MIND ASSASSIN（1995年、夜志保の友人）

### その他
- こどもにんぎょう劇場「チワンの錦」